# Zwart Blok

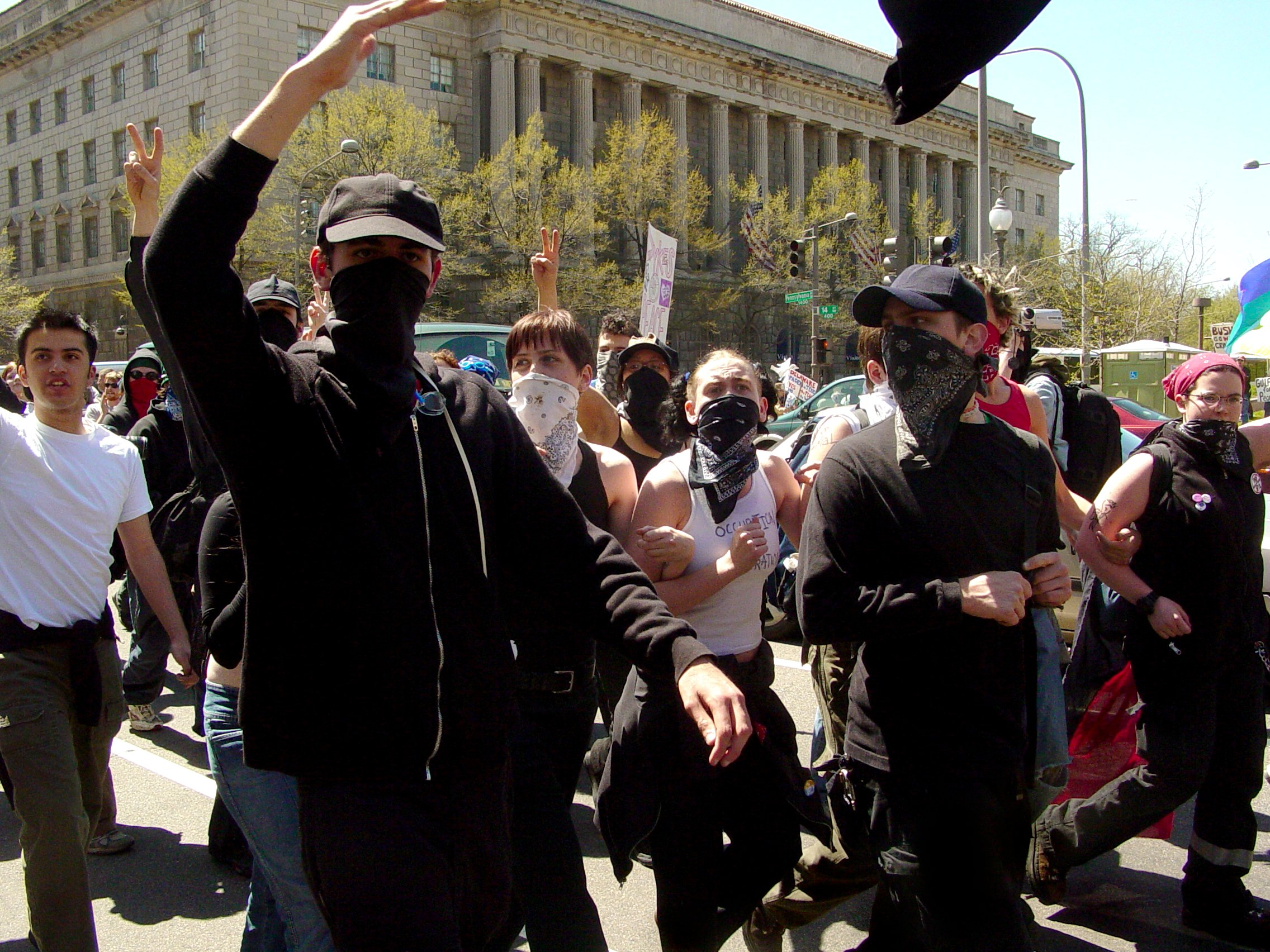
Zwart Blok bij een anti-oorlogsdemonstratie, 12 april 2003, Washington D.C.

Een Zwart Blok (Engels: Black Bloc) is een demonstratie-tactiek. Een Zwart Blok kenmerkt zich vaak door zwarte kleding en vermommingen. Deelnemers van een zwart blok zijn meestal radicaal linkse activisten, hoofdzakelijk anarchisten. Hoewel sinds de jaren 90 soms ook extreemrechtse groeperingen zich van deze tactiek bedienen.
Het begrip 'zwart blok' is afkomstig van het Duitse "Schwarzer Block", dat vanaf de jaren 70 werd gebruikt voor de opkomende nieuwe sociale bewegingen, zoals de antikernenergiebeweging en de vredesbeweging, waar in toenemende mate autonomen aan deelnamen die zichzelf 'zwart blok' noemden. Daarna verzelfstandigde dit begrip zich tot een synoniem voor autonomen. Het begrip werd voor het eerst officieel gebruikt in een Duitse rechtszaak in Wiesbaden begin jaren 80 tegen een aantal autonomen; 'zwart blok' werd daar een terroristische organisatie genoemd.
Van oorsprong bestonden zwarte blokken vooral uit "autonomen". Vaak bestaat een Zwart Blok uit linkse activisten met een gemeenschappelijk doel, zoals  anarchisten en autonomen of  andere antikapitalistische groepen, en werken ze samen op basis van onderling vertrouwen en een mate van overeenstemming over welke tactieken zij denken te moeten toepassen.
Maar in een zwart blok kunnen zich ook groeperingen bevinden met verschillende doelen en tactieken. 
De leden van een Zwart Blok zijn bereid om tegenstanders (bijvoorbeeld de politie of neo-nazi's) met geweld tegemoet te treden, wanneer ze zich geprovoceerd of bedreigd voelen. De vermommingen (bivakmutsen, hoofddeksels, monddoeken, sjalen en soms zelfs motorhelmen) bemoeilijken identificatie door veiligheidsdiensten en tegenstanders en bieden enige bescherming tegen traangas. In sommige landen en op sommige manifestaties wordt een vermommingsverbod gehanteerd om de identificatie beter mogelijk te maken.

## Zwart Blok in Hong Kong 2019

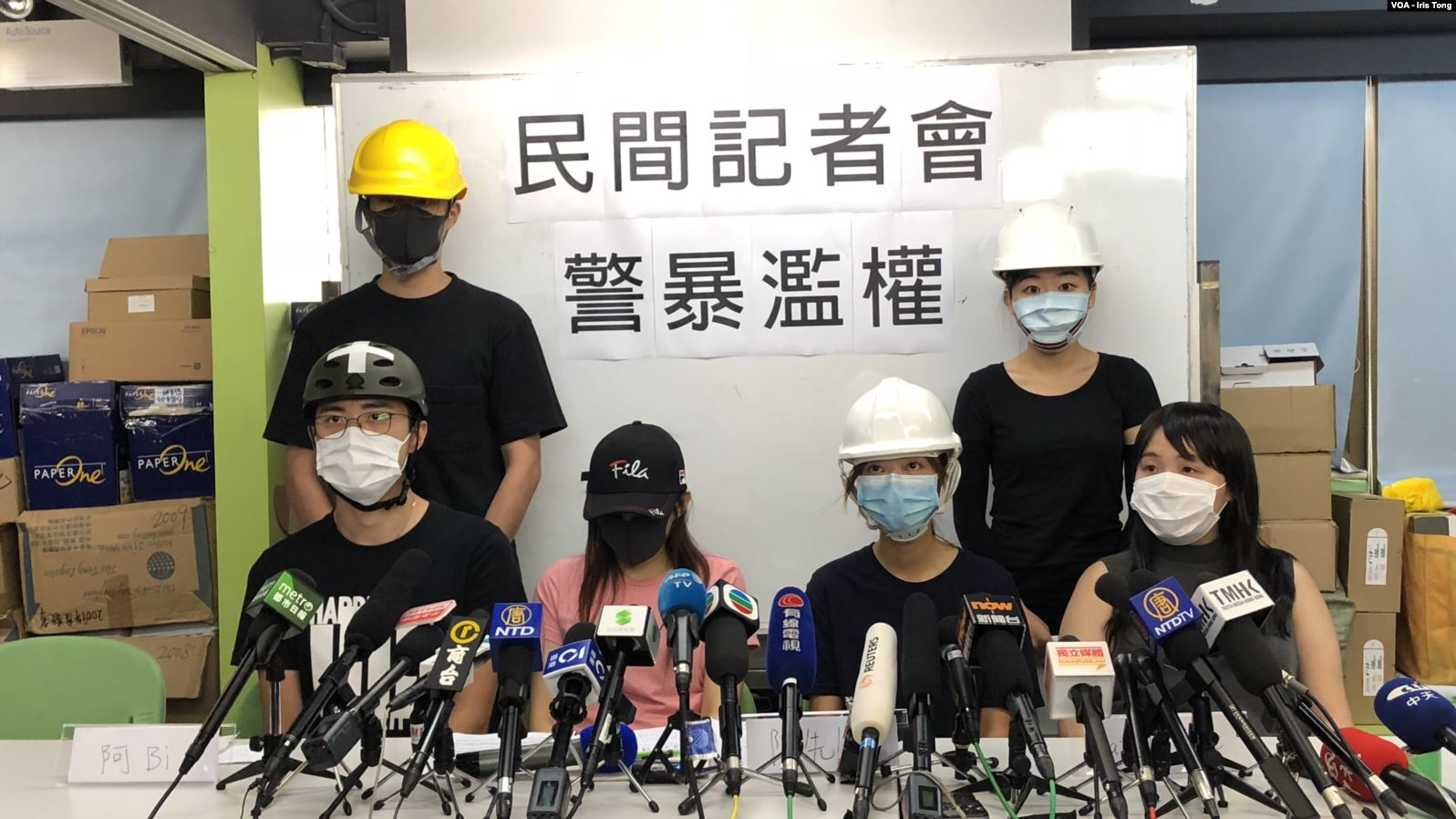
Burgerlijke persconferentie belegd door demonstranten die zwart blok methoden gebruiken. 8 Augustus 2019

Tijdens straatprotesten tijdens de demonstraties tegen de uitleveringswet (aan China) in 2019 in Hong Kong hebben Zwart Blok methoden anonimiteit en privacy vergroot, waardoor demonstranten "als water" kunnen zijn en zo effectiever als groep kunnen functioneren. Deelnemers aan de demonstraties dragen steeds vaker zwarte kleding, hoeden en handschoenen. Om weerstand te bieden tegen de politie en om te beschermen tegen chemische wapens zoals traangas en pepperspray zijn brillen en maskers ook populair en sommigen hebben zelfs een opwaardering naar gasmaskers gemaakt.

Demonstranten hebben ook verschillende rollen aangenomen tijdens demonstraties. Vreedzame demonstranten riepen leuzen en gaven voorraden door, terwijl demonstranten aan het front traangas opspoorden en de aanval leidden. Demonstranten hebben laserpointers gebruikt om de politie af te leiden, hebben verf op beveiligingscamera's gespoten en hebben paraplu's geopend om zo de identiteit van de groepsleden in actie te beschermen en gezichtsidentificatie te voorkomen. Toen demonstranten vertrokken met de metro, maakten ze vaak stapels van gedoneerde schone/andere kleding voor activisten ook lieten ze geld achter om enkele reizen te kopen en zo opsporing via de Hongkongse versie van de ov-kaart te omzeilen.
Toen de demonstraties steeds verder begonnen te escaleren en de politie steeds geavanceerdere oproer bedwingende middelen ging gebruiken verbeterden de activisten hun provisorische uitrusting van surfplanken als schilden naar metalen borden, ijzeren buizen, stenen en eieren om mee te gooien. Sommige demonstranten noemen de revolutie in Oekraïne in 2014 als inspiratie.